# Michel Sandic
Michel Sandic (* 1. August 1990 in Wien) ist ein österreichischer Fußballspieler.

## Karriere
Sandic begann seine Karriere beim SK Rapid Wien. Für die Rapidler spielte er auch in der Akademie. Im November 2007 spielte er erstmals für die Zweitmannschaft von Rapid in der Regionalliga. Im Jänner 2010 wurde er an den Zweitligisten SCR Altach verliehen. Sein Debüt in der zweiten Liga gab er am 33. Spieltag der Saison 2009/10 gegen den FC Gratkorn. Im Juli 2010 wurde er an den Regionalligisten FAC Team für Wien weiterverliehen. Im Sommer 2011 verließ er Rapid II endgültig.
Nachdem er zuvor mehrere Monate ohne Verein gewesen war, schloss er sich im Jänner 2012 dem Fünftligisten SC Mannsdorf an. Mit den Mannsdorfern konnte er in der Saison 2011/12 den Aufstieg in die Landesliga erreichen. Zur Saison 2012/13 wechselte er zum Regionalligisten Villacher SV. Nach einer Saison bei den Villachern wechselte er im Sommer 2013 zum Viertligisten SC Ostbahn XI. Doch bereits nach einem halben Jahr verließ er Ostbahn und schloss sich dem Ligarivalen SR Donaufeld Wien an. Mit Donaufeld konnte er zu Saisonende in die Regionalliga aufsteigen. Nachdem Donaufeld nach nur einer Saison wieder in die vierte Liga abgestiegen war, wechselte er im Sommer 2015 zum Regionalligisten SV Schwechat. Zur Saison 2016/17 schloss er sich dem Ligakonkurrenten FCM Traiskirchen an.
Im Jänner 2017 wechselte Sandic zum fünftklassigen SV Sieghartskirchen.